# Biblioteca italiana delle donne
La Biblioteca italiana delle donne di Bologna è la più importante biblioteca specializzata italiana dedicata alla cultura delle donne, studi di genere, femminismo. 

## Storia
La Biblioteca italiana delle donne è nata nel 1983, inaugurata il 7 marzo presso la prima sede in via Galliera 4. Grazie all'Associazione Orlando che ha progettato un luogo di donne, denominato Centro di documentazione, ricerca e iniziativa delle donne della città, oppure semplicemente Centro delle donne di Bologna, che ha visto come una delle sue attività principali quella di istituire una biblioteca specialistica legata alla produzione culturale e letteraria delle donne.
Negli anni ottanta in Italia le donne si organizzano in associazioni finalizzate: «La costruzione di archivi, biblioteche, la realizzazione di corsi, di seminari e convegni costituiscono un aspetto dell'attività, ma il dato specifico fu che la dimensione culturale s'intreccio con quella politica, con l'elaborazione di teorie e visioni dell'agire femminile e delle forme di relazione tra le donne“». Esiste, secondo le fondatrici, una necessità urgente condivisa tra le donne che fondano la biblioteca: raccogliere e conservare la conoscenza e la memoria del movimento delle donne e non solo, difendendola dal rischio di cancellazione.

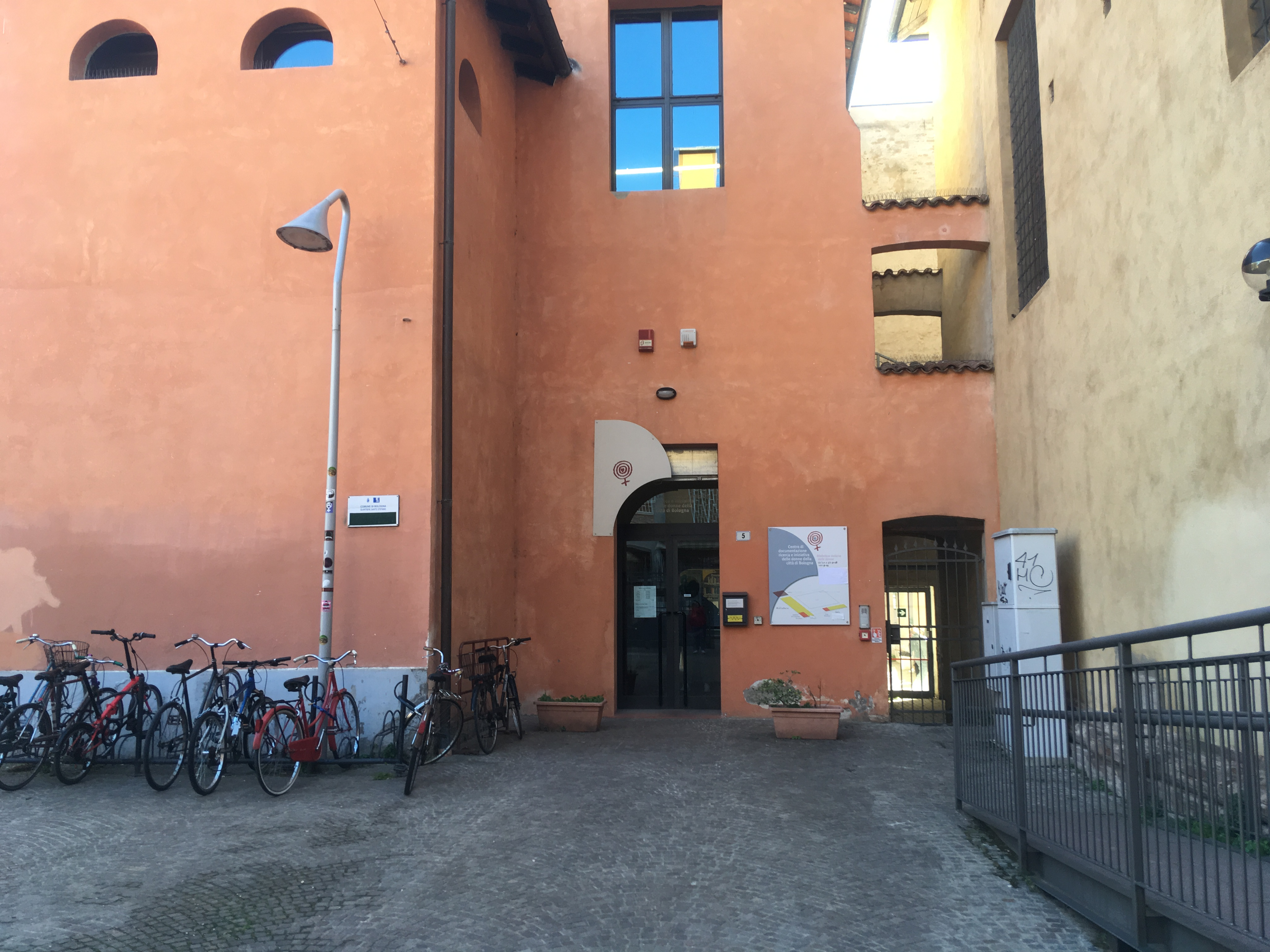
Ingresso della biblioteca da via del Piombo

Già nel 1978-1979 un piccolo gruppo di donne, tra cui Raffaella Lamberti, Marina Mizzau, Gianna Pomata, Angela Tromellini, poi Franca Serafini, Rita Alicchio, Adele Pesce, Elda Guerra, Brunella Dalla Casa, Laura Mariani, [[Giovanna Grigniffini]], Leila Falà, Cristina Cacciari, Vita Fortunati, [[Gianna Pomata]], Franca Serafini, Rita Alicchio, Marilena Buscarini decisero di costituire «una biblioteca specializzata dove sia possibile trovare strumenti di informazioni e orientamento (libri, documenti, bibliografie, percorsi di lettura, etc.) pur presentandosi come la necessaria base di avvio non può esaurire il significato del Centro... il nodo è quello di trasformazione la funzione tradizionale della biblioteca di utilizzo individuale, in un contro di produzione, ricerca ed elaborazione culturale delle donne, attraverso forme di partecipazione e coinvolgimento».
Modello di riferimento per costruire il progetto della biblioteca fu Atria, l'Istituto per l'uguaglianza di genere e la storia delle donne di Amsterdam, biblioteca nazionale delle donne dell'Olanda, che sostenuta dal Ministero, raccoglie libri, riviste e archivi sulle donne e sulla storia dell'emancipazionismo in Olanda e non solo. Anche la biblioteca della città di Barcellona Francesca Bonemaison, fondata dall'Instituto de Cultura i la Biblioteca Popular de la Dona, fu un modello importante, insieme alla biblioteca Marguerite Durand, fondata nel 1932 a Parigi e diverse altre.

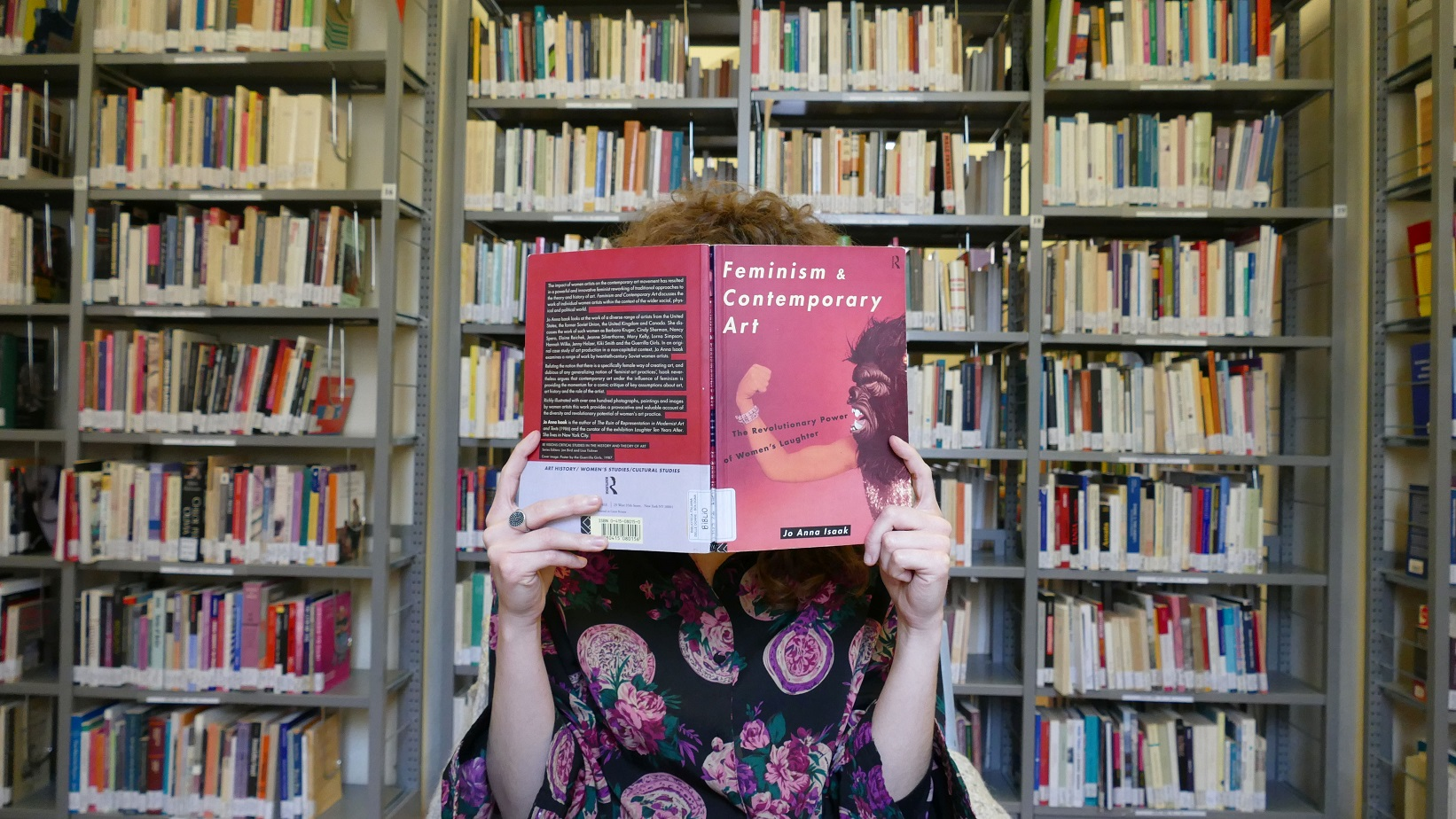
Biblioteca delle donne

Fin dalla nascita la biblioteca delle donne è sostenuta da una convenzione con il Comune di Bologna, atto amministrativo che preserva l'autonomia di iniziative di azione in un ampio rapporto di scambi, infatti si tratta di una biblioteca ibrida, a metà strada tra pubblico e privato. La gestione culturale spetta all'associazione Orlando, mentre la dimensione finanziaria risulta a carico del Comune, come il personale, la sede, la manutenzione, l'acquisto del patrimonio.
La biblioteca è da sempre stata in rete con Centri delle donne in tutta Italia, e già nel 1983 si giunge alla costituzione formale del "Coordinamento nazionale dei Centri delle donne", inizialmente composto da 14 Centri, con la segreteria a Bologna. Chiusa questa esperienza nel 1990 fu fondato la Rete Lilith, rete informatica delle biblioteche delle donne.
Per 23 anni (dal 1993 al 2016) la biblioteca è stata diretta da Annamaria Tagliavini, dal 2017 al 2019 da Simona Brighetti, dal 2019 da Anna Pramstrahler.

## Sede

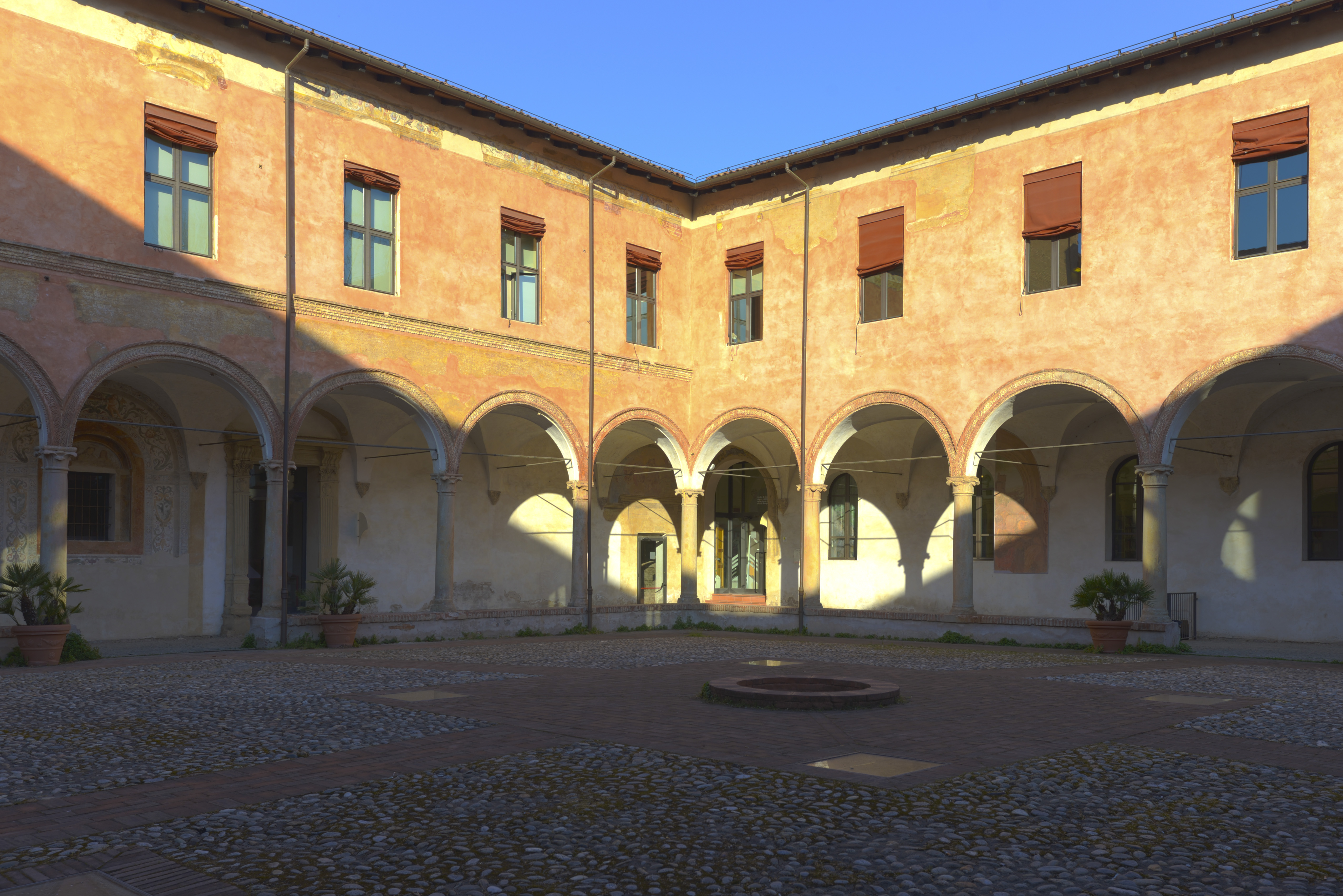
Chiostro di Santa Cristina

La prima sede della biblioteca era via Galliera 4, Palazzo Torfanini, utilizzata dal 1983 fino al 1988, successivamente il Centro si trasferisce in via Galliera 8, Palazzo Montanari, fino al 2001. La biblioteca è collocata al piano terra in una unica grande sala dedicata alla biblioteca, al secondo piano si trova il Circolo della stampa, spazio utile per eventi pubblici in assenza di spazi adeguati all'interno del Centro. Solo nel 2001 il Centro delle donne si trasferisce in Sala dei Notai, rimasto chiuso dal 10/05 al 02/09 per il trasferimento nella nuova sede. Una grande Sala che si affaccia direttamente su Piazza Maggiore e uno spazio per la biblioteca, ma dopo 4 anni, dopo il primo semestre del 2005 di chiusura, l’ultimo trasloco al complesso di Santa Cristina con l'inaugurazione il 7 maggio 2005.

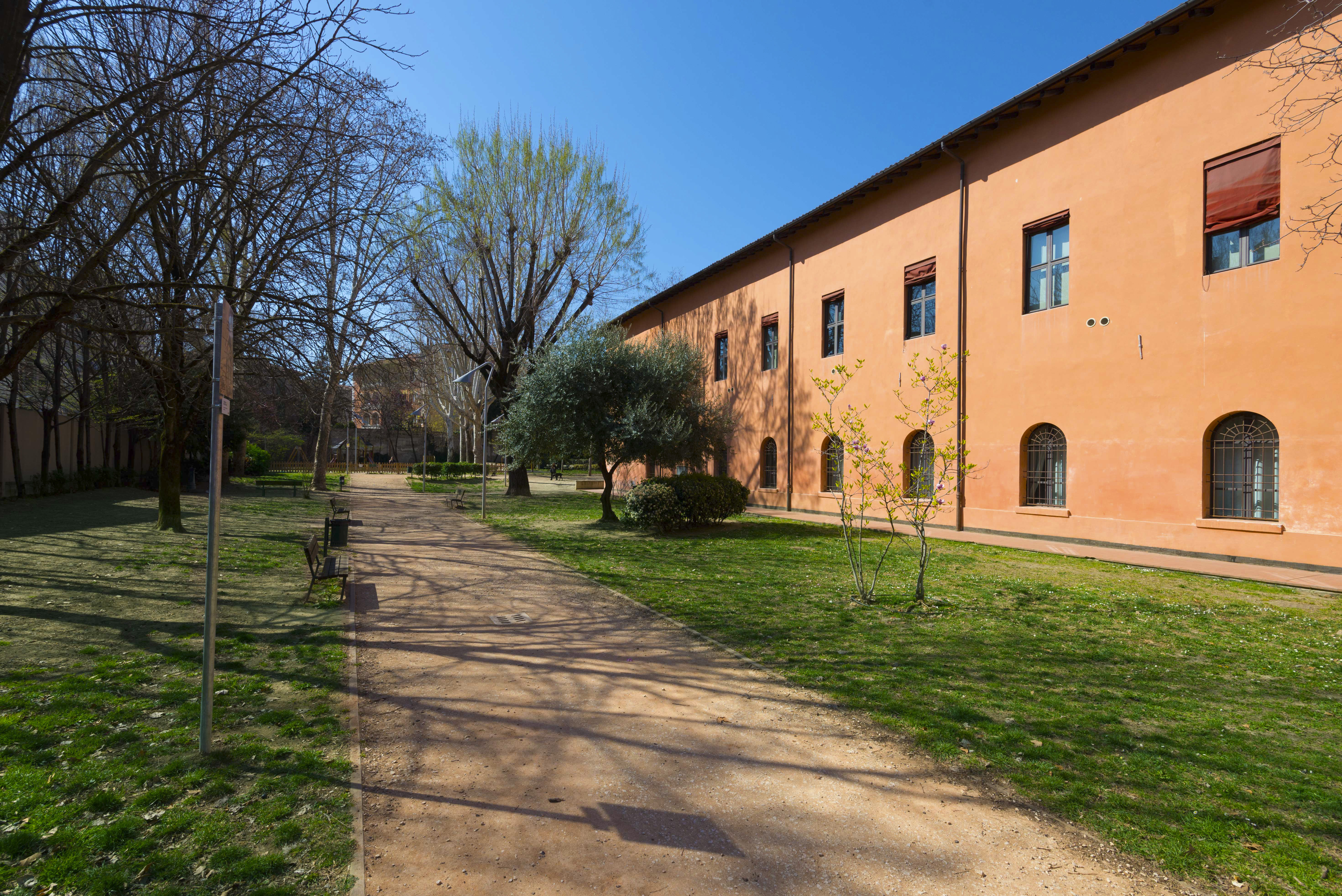
Giardino Lavinia Fontana

Il convento di Santa Cristina, fa parte della Congregazione camaldolese, chiamato anche Santa Cristina della Fondazza, risale al 1245. La chiesa di Santa Cristina esisteva già alla fine del secolo XI nella località di Settefonti (oggi nel comune di Ozzano nell'Emilia), ma le monache camaldolesi che vi risiedevano decisero di trasferirsi all’interno delle mura cittadine di Bologna, probabilmente per il desiderio di rifondarsi in un contesto urbano che offriva relazioni sociali più favorevoli per il monastero..
Una tradizione molto cara alla Biblioteca delle donne è la presenza nei secoli delle monache musiciste, tra cui una delle più conosciute Lucrezia Orsina Vizzana. Sebbene sia vero che la Chiesa cattolica non impiegava donne musiciste nella sfera pubblica al di fuori delle mura claustrali, al loro interno la situazione era totalmente diversa: moltissime organiste, cantanti e compositrici possono infatti essere rintracciate nei registri dei monasteri italiani del periodo post-tridentino, tra cui quello di Santa Cristina..
Il complesso di Santa Cristina oggi include la biblioteca delle donne che si affaccia, da un lato, su un chiostro interno, caratterizzato dal porticato rinascimentale, e dall’altro su un giardino pubblico, intitolato a Lavinia Fontana.
Fanno parte della biblioteca anche altre due sale: la Sala Timpano in cui si trova il fondo Anna Rossi-Doria e l'Archivio, un’ampia sala affrescata, anch’essa affacciata sul chiostro interno, dove è collocato l’Archivio dell'Associazione Orlando e la Collezione storica. È presente inoltre un'ampia Aula Magna, un tempo usata come refettorio, vi si svolgono oggi eventi pubblici e lezioni universitarie. Il complesso include inoltre un’ala in cui si trovano il Dipartimento delle Belle Arti dell’Università di Bologna e la Fondazione Zeri.

## Patrimonio
| Patrimonio della Biblioteca italiana delle donne | Patrimonio della Biblioteca italiana delle donne |
| Classi Dewey                                     | Percentuale                                      |
| ------------------------------------------------ | ------------------------------------------------ |
| 000 - Opere generali                             | 6%                                               |
| 100 - Filosofia                                  | 6%                                               |
| 200 - Religione                                  | 9%                                               |
| 300 - Scienze Sociali (Femminismi)               | 32%                                              |
| 400 - Linguistica                                | 2%                                               |
| 500 - Scienze pure                               | 1%                                               |
| 600 - Scienze applicate                          | 2%                                               |
| 700 - Arte                                       | 7%                                               |
| 800 - Letteratura                                | 28%                                              |
| 900 - Storia                                     | 7%                                               |
| Totale                                           | 38.708                                           |
| Dati aggiornati al 31.12.2022                    |                                                  |

Il patrimonio della Biblioteca è interdisciplinare e multilingue, catalogato in SBN conta attualmente oltre 45.000 monografie (catalogate al 95%), e 800 periodici, di cui 30% in lingua straniera. Le riviste attive sono 34, di cui 21 sono in lingua straniera (prevalentemente inglese). Circa metà del patrimonio è stato donato da importanti studiose e intellettuali oppure acquistato con fondi dell'associazione Orlando, mentre l'altra metà è stato acquistato con fondi pubblici, in particolare provenienti dal Comune di Bologna. L'inventariazione del materiale librario segue quindi due canali: uno che identifica l'Associazione Orlando (AO), mentre è relativo al Centro documentazione delle donne (DD).
Trattandosi di una biblioteca specializzata e interdisciplinare il patrimonio tocca prevalentemente tematiche relative al femminismo, alla storia del movimento delle donne, emancipazione, al Gender e Women's Studies, ma la saggistica si sviluppa anche su tutte le tematiche che assumono un prospettiva di genere all'interno delle discipline come religione, filosofia, diritto, sessualità, politica, scienze, corpo delle donne, arte, cinema, storia, migrazione, guerra e pace, ecc. Oltre la saggistica vi è una consistente raccolta di letteratura e poesie di donne, italiana e straniera. Raccoglie negli anni documenti in particolare dell'editoria femminista italiana, ma anche internazionale.
La biblioteca è censita dall'ICCU ed è inserita nell'anagrafe nazionale, fa parte dell'ACNP, partecipa al servizio di Nilde, partecipa alla Rete locale delle biblioteche specializzate di Bologna Specialmente in Biblioteca.

### Patrimonio librario
La biblioteca è da sempre pensata per dare accesso diretto al pubblico alle sue collezioni attraverso lo scaffale aperto. Tutto il patrimonio librario è stato catalogato nel Polo UBO  e quindi visibile nel catalogo nazionale di SBN viene soggettato e classificato. La biblioteca attraversa tutte le materie – chiaramente declinato al femminile – e anche per questo è stato scelta la collocazione a scaffale seguendo la Classificazione decimale Dewey, è una biblioteca multilingue, con materiale bibliografico vario (libri, materiale grigio, riviste, video, manifesti, etc.).
Da un'analisi delle collocazioni, riportato nella tabella qui sotto, risulta che le due sezioni maggiormente rappresentate sono le classe 300 (comprende femminismo) e la classe 800 (letteratura). Le collezioni sono quindi raggruppati intorno ai temi del femminismo, della politica delle donne (300) e della letteratura di donne (classe 800). Importante anche la classe dell’arte, come arte femminista, e singole artiste nelle varie epoche, le filosofe e la filosofia femminista (200) e infine la storia (900), come storia delle donne.

### Periodici

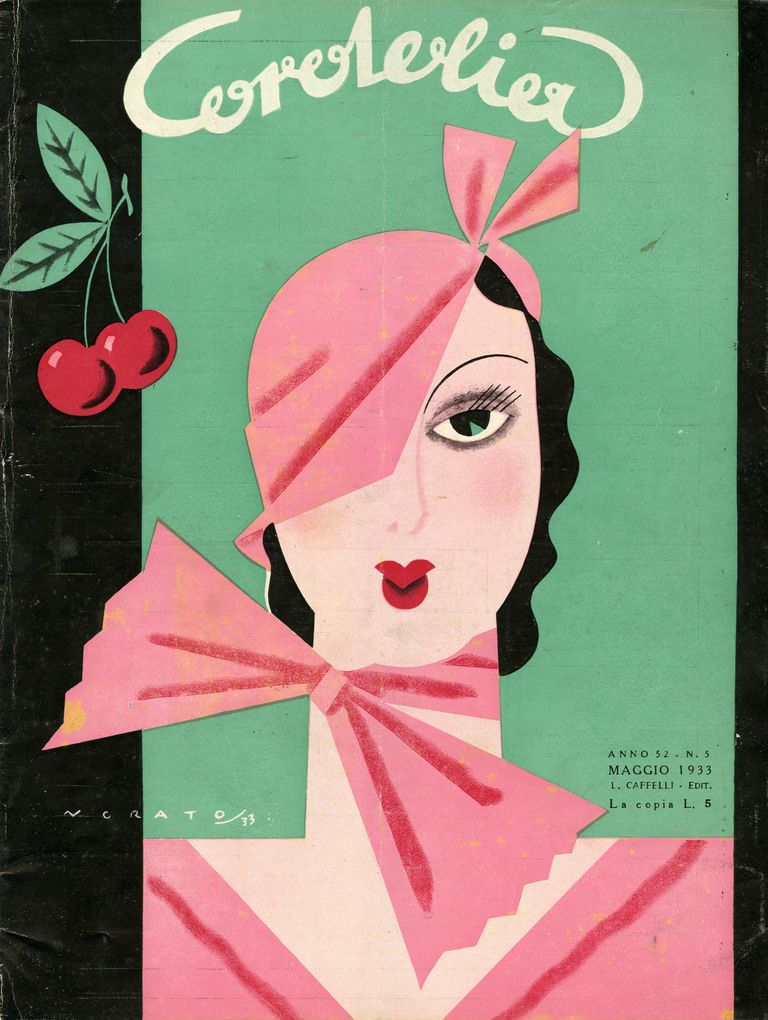
Cordelia, numero del 1933

Tutti i periodici posseduti dalla Biblioteca sono catalogati in ACNP (Catalogo nazionale dei periodici) anche con l’indicazione del link alla versione online Open access delle riviste digitalizzate nella biblioteca digitale.
Una parte importante del patrimonio dei periodici è costituito da un centinaio di riviste storiche italiane, risalenti all’Ottocento e al primo Novecento: si tratta delle prime testate femminili pubblicate nel paese, alcune delle quali godettero anche di larga diffusione. Le più note sono Almanacco della Donna Italiana (1920), Cordelia (1881), Giornale delle Donne (1873), La donna (1900), La donna fascista (1935), Vita femminile (1992). In questa sezione è possibile ricostruire l’evoluzione dell’editoria delle donne e per le donne, seguendo la nascita e la diffusione delle testate che ospitavano gli articoli e i racconti delle prime grandi scrittrici italiane.
Una piccola sezione a parte è dedicata alle riviste di moda, perlopiù italiane, a partire dagli anni Quaranta e Cinquanta del Novecento, con testate come Arianna, Cosmopolitan e Vogue Italia.
La sezione più recente dell’emeroteca è composta da periodici femminili e/o femministi, italiani e internazionali, di epoca contemporanea, con una prevalenza di riviste nate negli anni '70 e '80, nel primo sviluppo del femminismo italiano: molte riviste sono di ambito accademico, generalmente legate ai women's studies, altre specificamente femministe e di movimento, e l’insieme costituisce un’importante fonte di documentazione per la ricostruzione della storia, politica e letteratura femministe e di donne. Tra le riviste italiane troviamo DWF (1975-), Effe (1973-), Differenze (1976-), Sottosopra (1973-), Memoria (1981-), Quotidiano donna (1978-). Tra i periodici stranieri troviamo Differences (1989-), Recherches Feministes (1988-), Journal of Women’s History (1989-), Feminist Theory (2000-), Violence and Victims (1988-), alcuni dei quali posseduti in Italia solo dalla Biblioteca delle donne.

### Fondi storici e fondi d'autrice

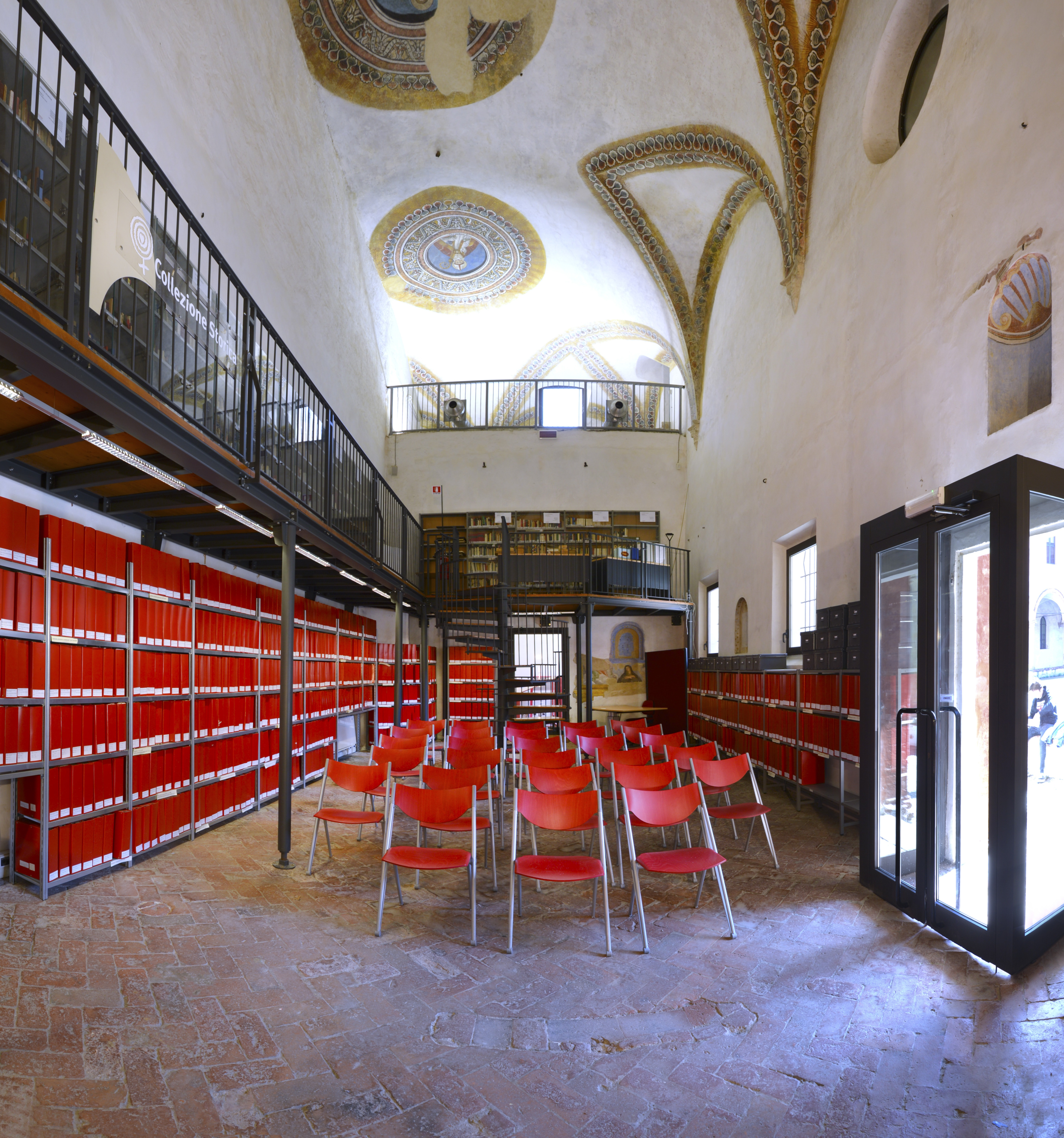
Archivio delle donne e Collezione storica

Il patrimonio librario viene accresciuto costantemente grazie ad acquisti mirati e donazioni di specifici fondi di particolare rilievo. I fondi di Rosi Braidotti (oltre 600 libri) di filosofia femminista e women's studies, i libri di Anna Rossi Doria (2.127 libri) su storia delle donne e ebraismo, quelli di Laura Lilli(1500 libri) di letteratura, poesie, Ida Gianelli (580 libri) e Concetto Pozzati (126 libri) sull´arte e di altre donazioni da parte di figure autorevoli del femminismo locale, nazionale ed internazionale e della scena culturale femminile rappresentano gli arricchimenti più recenti. Vi sono diversi altri fondi come quello di Anna Maria Tagliavini, ex-Direttrice della Biblioteca e della poeta bolognese Gabriella Capelletti, fondo Rosi Braidotti, innaugurato nel 2024.
Nel 1997 la biblioteca acquisisce il Fondo Ampelos di Firenze, la cui proprietaria, Rosella Ferrini, vende 2200 documenti, tra libri, riviste e letteratura grigia, oggi collocate nella Collezione storica. Acquisisce cosi anche le riviste storiche come Il giornale delle donne, Cordelia, La donna fascista e altre molte testate.
La biblioteca di Sofia é un'ampia raccolta di libri moderni sull'infanzia e adolescenza, collocata a scaffale aperto e una più limitata ma preziosa parte di un fondo storico, sempre rivolto alle bambine e ragazze.

### Biblioteca digitale
La biblioteca ha una sezione specifica denominata Biblioteca digitale si tratta di manifesti, riviste e libri online in Open access. La biblioteca digitale è stata inizialmente istituita con un fondo del Ministero dei Beni culturali, poi finanziata dalla Regione Emilia Romagna. L’ordinamento è alfabetico, con possibilità di ricerca per titolo, tipologie di documenti, argomenti.
Una sezione riguarda riviste storiche femminili dell'Ottocento e Novecento, tra le quali Almanacco della Donna Italiana, La Donna, Cordelia, La donna fascista, e alcune riviste dei femminismi degli anni settanta e ottanta del Novecento, quali Sottosopra, L'Orsa Minore, Lapis, Reti e digitalizzate nel 2023 la nota visita Memoria, come Mani-Festa nota rivista femminista del gruppo le Nemesiache di Napoli.
Inoltre vi è una sezione dedicata alle monografie, tra cui la seicentina La gallerie des femmes fortes par le p. Pierre le Moyne de la Compagnie de Iesus, 1662, libri come La mia vita a 100 km all'ora di Maria Antonietta Avanzo del 1928, e altre opere provenienti dal femminismo degli anni settanta.
Vi è una sezione di manifesti e locandine, relativi alle iniziative e agli incontri promossi a Bologna, dal 1981 al 2005, dall’Associazione Orlando/Centro delle donne/Biblioteca delle donne e altre associazioni di donne di Bologna, ora conservati presso la biblioteca.